# 胡松榮
胡松榮（1946年10月1日—），台灣澎湖縣馬公市人，無黨團結聯盟政治人物，澎湖縣體育會理事長，第9、10、16、17、18屆澎湖縣議員。2018年參選曾發布多項體育相關的政見，當選第19屆澎湖縣議員。